# Broad Institute
L'Eli and Edythe L. Broad Institute del MIT i Harvard, sovint conegut com el Broad Institute, és un centre d'investigació biomèdica i genòmica situat a Cambridge, Massachusetts, Estats Units. L'institut està governat i recolzat de manera independent com a organització de recerca sense ànim de lucre 501(c)(3) sota el nom de Broad Institute Inc., i s'associa amb l'Institut Tecnològic de Massachusetts, la Universitat Harvard i els cinc hospitals docents de Harvard.

## Història
El Broad Institute va evolucionar a partir d'una dècada de col·laboracions de recerca entre científics del MIT i de Harvard. Una pedra angular va ser el Centre de Recerca del Genoma de l'Institut Whitehead del MIT. Fundat el 1982, Whitehead es va convertir en un centre important per a la genòmica i el Projecte Genoma Humà. Ja el 1995, els científics del Whitehead van iniciar projectes pilot en medicina genòmica, formant una xarxa de col·laboració no oficial entre científics joves interessats en els enfocaments genòmics del càncer i la genètica humana. Una altra pedra angular va ser l'Institut de Química i Biologia Cel·lular establert per la Harvard Medical School el 1998 per dedicar-se a la genètica química com a disciplina acadèmica. La seva instal·lació de cribratge va ser un dels primers recursos d'alt rendiment oberts en un entorn acadèmic. Va facilitar projectes de cribratge de molècules petites per a més de 80 grups de recerca a tot el món.
Per crear una nova organització oberta, col·laborativa, interdisciplinària i capaç d'organitzar projectes a qualsevol escala, la planificació es va dur a terme el 2002-2003 entre els filantrops Eli i Edythe Broad, el MIT, l'Institut Whitehead, Harvard i els hospitals afiliats a Harvard (en particular, el Beth Israel Deaconess Medical Center, Brigham, Children's Hospital– Boston, Children's Hospital F –Brigar i Children's Danber). Institut del Càncer i l'Hospital General de Massachusetts).
Els Broads van fer un regal fundacional de 100 milions de dòlars i el Broad Institute es va inaugurar formalment el maig de 2004. El novembre de 2005, els Broads van anunciar un regal addicional de 100 milions de dòlars a l'institut. El 4 de setembre de 2008, els Broads van anunciar una dotació de 400 milions de dòlars per convertir el Broad Institute en un establiment permanent. El novembre de 2013, van invertir 100 milions de dòlars addicionals per finançar una segona dècada d'investigació a l'institut.
Durant la pandèmia de la COVID-19 als Estats Units, el Broad Institute va realitzar proves de laboratori per detectar el virus a prop de 100 col·legis i universitats del nord-est dels EUA A setembre de 2020, el Broad estava processant una de cada 20 proves de COVID-19 a la nació.

## Estructura organitzativa
El Broad Institute té 11 professors bàsics i 195 membres associats de Harvard, el MIT i els hospitals afiliats a Harvard.
El Broad Institute està format per tres tipus d'unitats organitzatives: laboratoris membres bàsics, programes de recerca i plataformes. Els programes de recerca científica de l'institut inclouen:
- Programa contra el càncer
- Programa de Genètica Mèdica i de Població
- Programa de Biologia del Genoma i Circuits Cel·lulars
- Programa de Biologia Química
- Programa de metabolisme
- Programa de Malalties Infeccioses
- Stanley Center for Psychiatric Research at Broad Institute
- Programa de seqüenciació i anàlisi del genoma
- Programa d'Epigenòmica
- Programa de Genòmica de Vertebrats

Les plataformes del Broad Institute són equips de científics professionals que se centren en el descobriment, desenvolupament i optimització de les eines tecnològiques que Broad i altres investigadors utilitzen per dur a terme investigacions. Les plataformes inclouen:
- Plataforma de ciències de dades[11]
- Plataforma de Genòmica
- Plataforma d'imatge
- Plataforma de perfils de metabolits
- Plataforma de Proteòmica
- Plataforma de Pertorbació Genètica
- Plataforma Terapèutica
- Grup de Projectes Terapèutics

El Broad Institute també dóna suport a la Data Visualization Initiative liderada pel director creatiu de l'Institut Bang Wong, que té com a objectiu desenvolupar visualitzacions de dades per explorar i comunicar els resultats de la investigació.